# TVP3 Poznań
TVP3 Poznań — польський регіональний телеканал, регіональна філія суспільного мовника «TVP» з центром мовлення у Познані.

## Історія
- 1 травня 1957 року запущено першу телепрограму, яку переглядали глядачі зі 100 приймачів, зареєстрованих у Познані. Передача транслювалася спочатку тричі на тиждень. Усі культурні, спортивні, інформаційні, публіцистичні та науково-популярні програми були місцевим телепродуктом. Програми, присвячені загальнонаціональним питанням, через відсутність зв'язків між редакціями, транслювалися перші два роки з Лодзі. З початку запуску «Telewizja Poznań» використовувала студію на Познанському міжнародному ярмарку на вулиці Глоговська.
- 1959 року налагоджено перший радіопотік, який дозволив місцевому центру включитись у загальнонаціональну мережу телевізійних станцій та приймати програми з-за кордону.
- 1966 року реалізовано проєкт показу програм за межами студії. Створено перший експериментальний трансмісійний телепоказ.
- 1973 року програми почали записуватися на плівку (першу звукову камеру центр отримав у 1977 році).
- 1 червня 1975 року ефір «TVP Poznań» вийшов за межі міста і покрив сигналом сусідні міста та повіти.
- 1979 року запущено кольорове мовлення.
- 1984 року центр отримав першу камеру U-matic системи.
- 1989 року здійснено перехід на систему Betacam (DVCAM (Sony) та DVCPRO (Panasonic) цифровими системами застосовується з середини 1990-х.
- У І половині 1994 року розпочалася цілодобова регіональна програма на телеканалі під назвою PTV3 з нової студії.
- У жовтні 1998 року в Зеленій Гурі на каналі 49 (замість Polsat) запустили передавач потужністю 100 кВт.
- 1999 року телеканал перейшов на мовлення у форматі DVB-T.
- 1 січня 1999 року в Пілі PTV замінив Щецинський 7-й канал.
- 2000 року в Каліші на 31-му каналі запустили передавач потужністю 10 кВт.
- 2001 року на 38-му каналі запущений передавач у Коніні (20 кВт, 30 березня 2005 року перейшов на 30-й канал).
- 3 березня 2002 року приєднався до загальнодержавної регіональної телемережі — TVP3.
- 2003 року відкрито нову студію телеканалу.
- 1 січня 2005 року в Любуському воєводстві канал замінений на «TVP3 Gorzów Wielkopolski».
- У вересні 2006 року здійснено перехід на цифрові носії та змінальне обладнання.
- У жовтні 2011 року «Telewizja Polska» продала покинуту колишню студію «TVP3 Poznań» за адресою. Новим власником став приватний підприємець[1].
- 1 вересня 2013 року «TVP3 Poznań» розпочала мовлення не як регіональна програма «TVP Info», а як окремий регіональний телеканал «TVP Regionalna».
- 2 січня 2016 року «TVP Poznań» розпочав мовлення як регіональна філія новоствореної групи регіональних телеканалів «TVP3» і разом з 15 іншими регіональними каналами змінив свою назву на «TVP3 Poznań».